# 任侠清水港
『任侠清水港』（にんきょうしみずみなと）は、1957年（昭和32年）1月3日公開の日本映画である。東映製作・配給。監督は松田定次、主演は片岡千恵蔵。イーストマンカラー(総天然色イーストマン・東映カラー)、スタンダード、103分。
東映の正月オールスター映画として製作された、千恵蔵主演の次郎長ものの第1作。配収は3億5319万円で、1956年度の邦画配収ランキング第1位となった。

## スタッフ
- 監督：松田定次
- 製作：大川博
- 企画：マキノ光雄、大森康正、玉木潤一郎
- 脚本：比佐芳武
- 撮影：川崎新太郎
- 照明：中山治雄
- 録音：佐々木稔郎
- 美術：桂長四郎
- 編集：宮本信太郎
- 音楽：深井史郎
- 計測：古谷伸
- 進行主任：栄井賢
- 装置：御館進
- 背景：安井駿太郎
- 装飾：秋田実
- 記録：川島庸子
- 衣裳：三上剛
- 美粧：林政信
- 結髪：桜井文子
- スチール：吉田晴光
- 擬闘：足立伶二郎
- 助監督：沢島忠
- 撮影助手：山元豊
- 照明助手：上田耕太郎
- 録音助手：野津裕男
- 美術助手：井川徳道
- 編集助手：細谷修三
- 色彩助手：川上晃
- 演技事務：和田学
- 進行：幸田清
- 色彩考証：和田三造
- 衣裳考証：甲斐荘楠音
- 現像：東洋現像所

## キャスト
- 大前田英五郎：市川右太衛門

- 森の石松：中村錦之助 (萬屋錦之介)
- 増川の仙右衛門：伏見扇太郎
- 追分の三五郎：大川橋蔵

- おたみ：千原しのぶ
- おしの：高千穂ひづる
- 清吉：植木千恵
- おせん：長谷川裕見子

- 大政：原健策
- 小幡の新太：片岡栄二郎
- 山梨の周太郎：加賀邦男
- 猿屋の勘助：東野英治郎
- 都鳥の吉兵衛：山形勲
- 金次：清川荘司
- 小政：東宮秀樹
- 紬の文吉：香川良介
- 兼吉：富田仲次郎
- 寺津の間之助：阿部九洲男
- 岩田の庄兵衛：吉田義夫
- 森川の重吉：高松錦之助
- 大瀬の半五郎：沢田清
- 法印の大五郎：上代悠司
- 大岩：山口勇
- 常吉：月形哲之介
- 青木屋幸助：水野浩
- おとよ：赤木春恵
- 作造：団徳麿
- 長兵衛：尾上華丈
- 重太：楠本健二
- 伴作：小田部通麿

- お蝶：花柳小菊
- 保下田の久六：進藤英太郎
- おたき：三浦光子

- 巾下の長兵衛：大友柳太朗
- 小松村の七五郎：東千代之介
- 黒駒の勝蔵：月形龍之介

- 清水次郎長：片岡千恵蔵

## ネット配信
- 東映時代劇YouTube
  - 2022年8月6日19:00（JST） - 同年8月14日23:59（JST）
  - 2024年5月10日16:00（JST） - 同年同月26日23:59（JST）